# 绅珂
绅珂（德語：Gustav Adolf Schenck zu Schweinsberg，音译：古斯塔夫·阿道夫·申克·祖·施魏因斯堡，1843年4月24日—1909年10月16日），德国外交官，曾任德意志帝国驻大清公使等职务。他参与了胶州湾事件。